# Justin Clérice

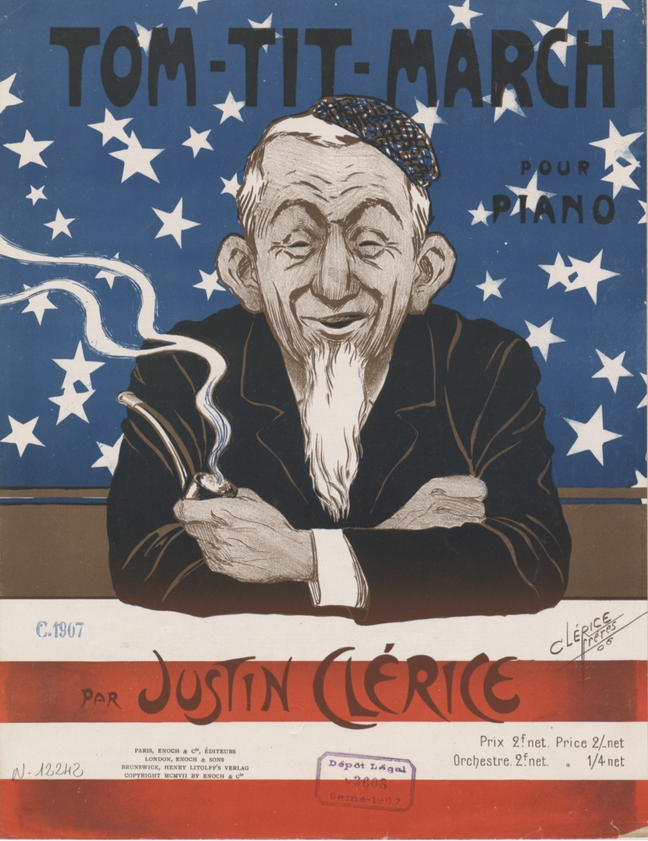
Tom-Tit-March par Justin Clérice

Justin Clérice, né le 16 octobre 1863 à Buenos Aires et mort le 9 septembre 1908 à Toulouse, est un compositeur français.

## Biographie
Frère du lithographe, graveur et illustrateur Charles Clérice (1865-1912), oncle du peintre, dessinateur et affichiste Victor Clérice (1880-1952), on lui doit plus de 350 compositions qui comprennent de nombreuses danses pour ballet, des marches, mazurkas, polkas, valses, opérettes, etc. 
Le 23 mai 1905, il épouse l'artiste lyrique Marguerite Esquilar à Toulouse, ville où il mourra subitement trois ans plus tard à l'âge de 44 ans.